# 斯坦方法
斯坦方法（英語：Stein's method）属于概率论范畴，用于计算两个概率分布间统计距离的界限。该方法最初由查尔斯·斯坦于1972年提出，最初用于计算在一致范数中随机变量m依赖序列的和分布与标准正态分布的界限，从而证明中央极限定理（英語：Central Limit Theorem）以及给定度量的收敛速度的界限。